# Тен Си Си
Тен Си Си (на английски: 10cc) е английска поп и рок група, постигнала най-голям успех през 70-те години. Основана е през 1972 година в Стокпорт от Греъм Гулдман, Ерик Стюарт, Кевин Годли и Лол Крем. Гулдман и Стюарт са автори на най-популярните песни на групата, докато Годли и Крем композират по-експериментални песни в духа на арт рока.